# Mecynidis ascia
Mecynidis ascia är en spindelart som beskrevs av Nikolaj Scharff 1990. Mecynidis ascia ingår i släktet Mecynidis och familjen täckvävarspindlar.
Artens utbredningsområde är Tanzania. Inga underarter finns listade i Catalogue of Life.